# Karl Ludwig von Ficquelmont

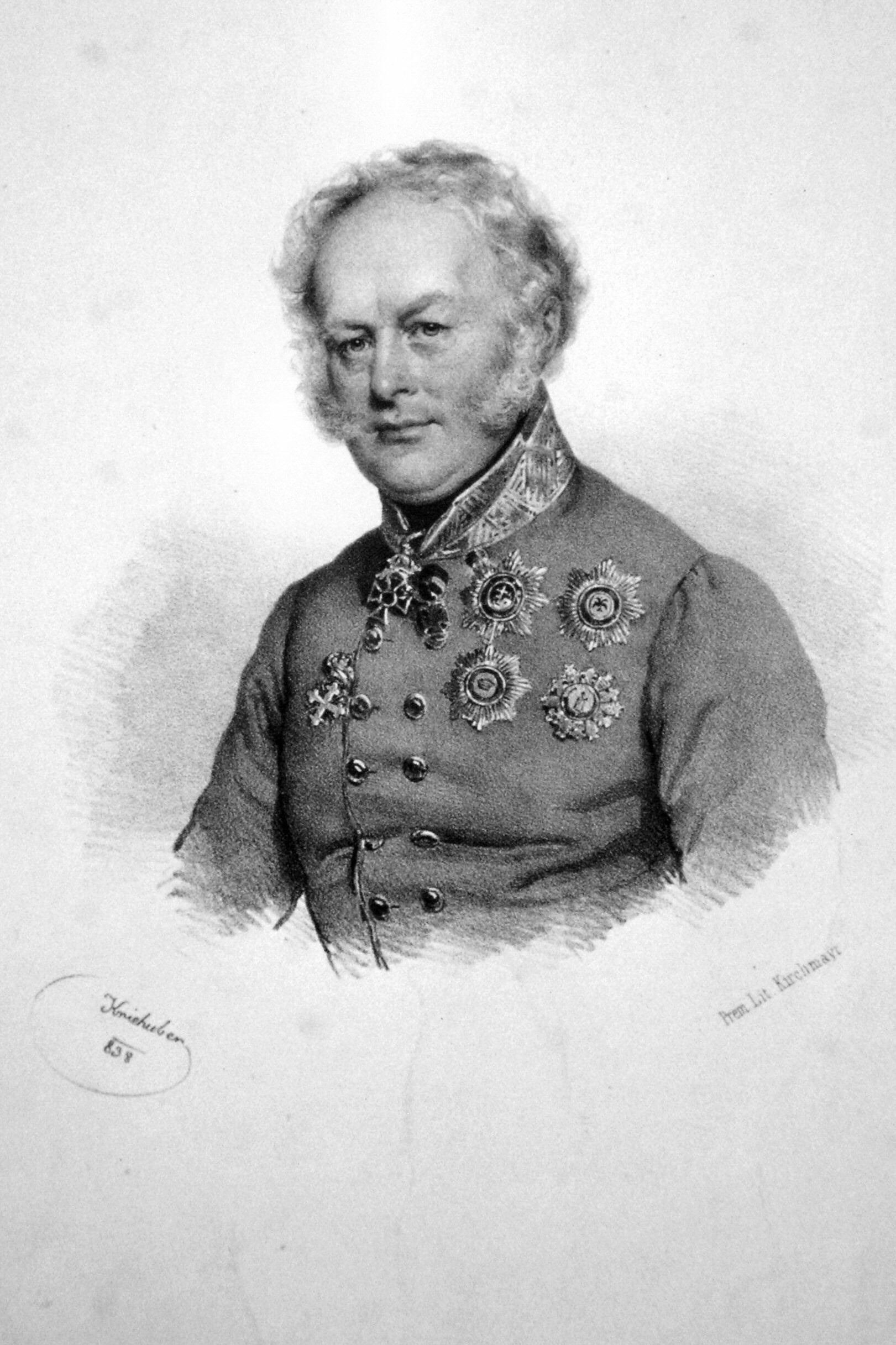
Karl Ludwig von Ficquelmont, Lithographie von Josef Kriehuber, 1838.

Karl Ludwig Reichsgraf von Ficquelmont (* 23. März 1777 auf Schloss Dieuze bei Metz; † 7. April 1857 in Venedig) war ein österreichischer General und Staatsmann.

## Leben

Wappen Ficquelmont

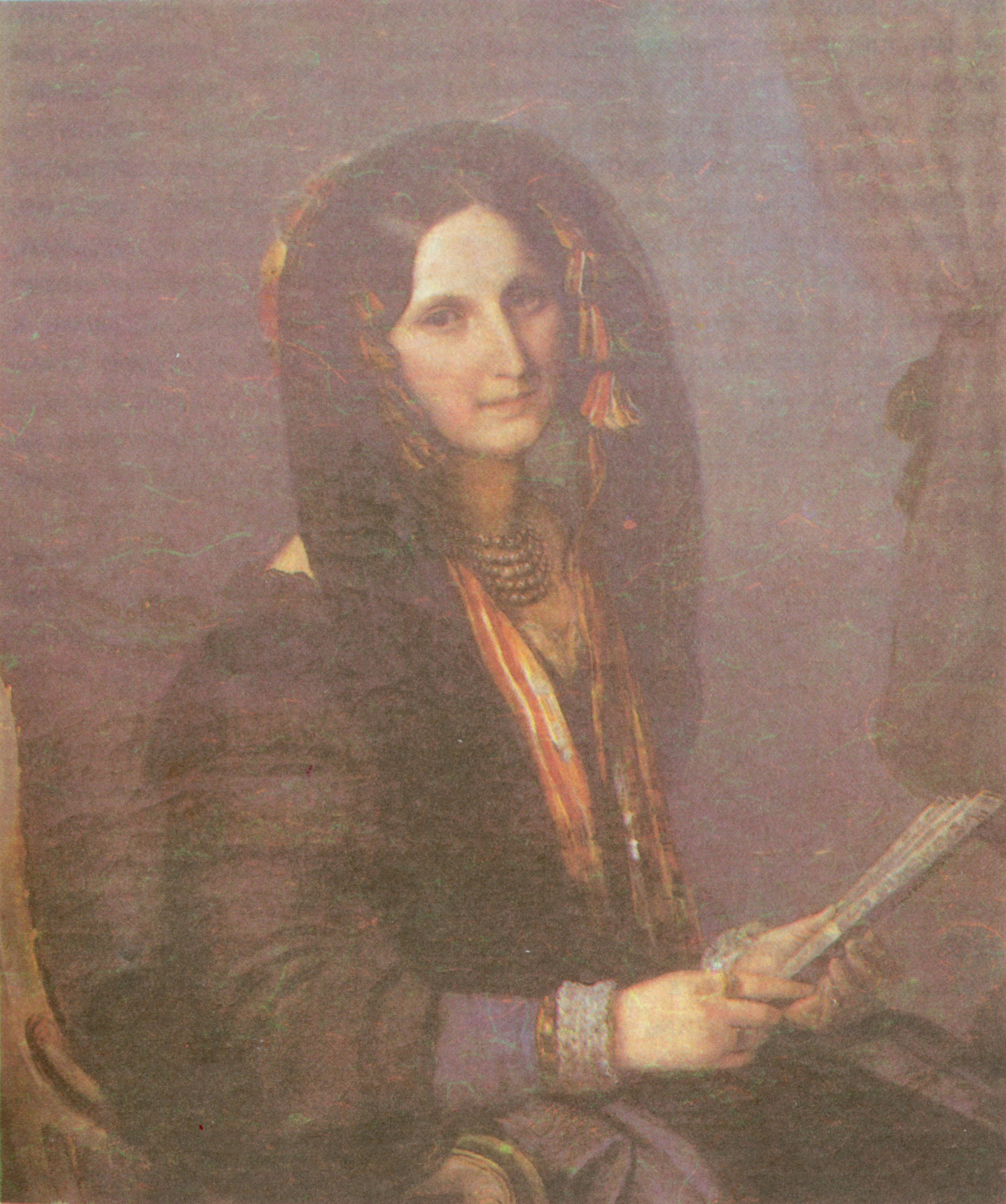
Dorothea de Ficquelmont

Ficquelmont stammte aus einem alten lothringischen Adelsgeschlecht. Seine Eltern waren Maximilian Christian, Comte de Ficquelmont (1748–1819) und dessen Ehefrau Marie Guérin Comtess de la Marche (* 1750).
In der österreichischen Armee stieg er 1809 zum Obersten auf, später wurde er zum Generalstabschef der Armee des Erzherzogs Ferdinand von Este ernannt. Er befehligte 1811 und 1812 drei Reiterregimenter gegen die Franzosen in Spanien. 1814 wurde Ficquelmont zum Generalmajor befördert, als der er 1815 die Kapitulation von Lyon zustande brachte. 
Nach dem Ende der Befreiungskriege war er in verschiedenen diplomatischen Missionen unterwegs. Von 1821 bis 1828 war er Gesandter in Neapel. 1829 wurde er Botschafter in Sankt Petersburg und war dadurch ein wichtiger Einflussfaktor der Metternichschen Politik auf den Zaren Nikolaus I.
Weitere Stationen seiner Karriere waren:
- 1830 Ernennung zum Feldmarschallleutnant
- 1831 Inhaber des Dragonerregiments Nr. 6
- 1840 Ernennung zum Staats- und Konferenzminister
- 1843 Beförderung zum General der Kavallerie

Am 20. März 1848 übernahm Ficquelmont das Ministerium des Auswärtigen im ersten verantwortlichen Ministerium Kolowrat. Nach dessen Ausscheiden nach nur einem Monat wurde Ficquelmont am 19. April selbst die Leitung der österreichischen Regierung übertragen. Er wurde jedoch als Angehöriger der Partei Metternichs und ausgewiesener Freund Russlands durch Demonstrationen bereits Anfang Mai zum Rücktritt gezwungen.
Von diesem Zeitpunkt an lebte er in Wien und Venedig, wo er Soireen mit musikalischen Darbietungen und Rezitationen veranstaltete. Der Palazzo Clary-Ficquelmont in Venedig, den sein Schwiegersohn Fürst Edmund von Clary und Aldringen (1813–1894) 1855 als Alterssitz für seine Schwiegereltern gekauft hatte, ist bis heute im Besitz dieser Familie.

### Familie
Ficquelmont heiratete 1821 in Neapel  Dorothea von Tiesenhausen (1804–1863), eine Tochter des Flügeladjutanten des Zaren Graf Berend Gregor Ferdinand von Tiesenhausen (1782–1805). Das Paar hatte wenigstens eine Tochter:
- Elisabeth Alexandra (1825–1878) ⚭ Fürst Edmund von Clary und Aldringen (1813–1894)

## Schriften
- Aufklärungen über die Zeit vom 20. März bis zum 4. Mai 1848. Leipzig 1850
- Deutschland, Österreich und Preußen. Wien 1851
- Lord Palmerston, England und der Kontinent. 2 Bände Wien 1852
- Russlands Politik und die Donaufürstentümer. Wien 1854
- Zum künftigen frieden. Wien 1856